# Antonio Alveario
Antonio Alveario (Messina, 29 luglio 1963) è un attore italiano.

## Biografia
Attore teatrale e cinematografico, si forma alla Scuola di Teatro dell'Inda di Siracusa. Significativo il suo percorso nella compagnia di Leo de Berardinis con cui lavora dal 1993 al 1999; con la compagnia Katzenmacher di Alfonso Santagata dal 2004 al 2012. Lavora spesso, in teatro, con Ninni Bruschetta che gli affida sempre ruoli di primo piano. Da segnalare una breve ma importante esperienza con Carlo Cecchi al Teatro Garibaldi di Palermo in Misura per misura di William Shakespeare con cui partecipa nel luglio 2000 al Festival Grec di Barcellona.
Al cinema esordisce con Francesco Calogero nel 1987 con La gentilezza del tocco; recita nel film La mafia uccide solo d'estate (2013), di Pif, dove interpreta il ruolo di Totò Riina. Nel 2020 è nel cast della serie ZeroZeroZero tratto dall'omonimo romanzo di Roberto Saviano.

## Filmografia

### Cinema
- La gentilezza del tocco, regia di Francesco Calogero (1987)
- Visioni private, regia di Francesco Calogero, Ninni Bruschetta e Donald Ranvaud (1989)
- Agente matrimoniale, regia di Christian Bisceglia (2006)
- La mafia uccide solo d'estate, regia di Pif (2013)
- Seconda primavera, regia di Francesco Calogero (2015)
- In guerra per amore, regia di Pif (2016)
- Primula rossa, regia di Franco Iannuzzi (2019)

- Cruel Peter, regia di Christian Bisceglia e Ascanio Malgarini (2019)
- Il delitto Mattarella, regia di Aurelio Grimaldi (2020)
- Indagine di Famiglia di Gianpaolo Cugno 2024

### Televisione
- Squadra antimafia 5 - Serie TV, episodio 5x08 (2013)
- Il giovane Montalbano, regia di Gianluca Maria Tavarelli (2015) - Serie TV, 2ª stagione, episodio 2 -
- Romanzo siciliano, regia di Lucio Pellegrini (2016) – Miniserie TV -
- Liberi sognatori - Mario Francese- Delitto di mafia, regia di Michele Alhaique (2018) - Film TV -
- La mafia uccide solo d'estate - Capitolo 2, regia di Luca Ribuoli (2018) - Serie TV - episodio 2x04
- ZeroZeroZero, regia di Janus Metz (2020) - Serie TV - episodio 1x03
- La concessione del telefono - C'era una volta Vigata - film TV, regia di Roan Johnson (2020)
- Màkari, regia di Michele Soavi – miniserie TV, episodio 1x04 (2021)
- Solo per passione Letizia Battaglia fotografa, regia di Roberto Andò. (2022)
- Viola come il mare 2 , regìa Alexis Sweet (2023)